# 신기술 망원경

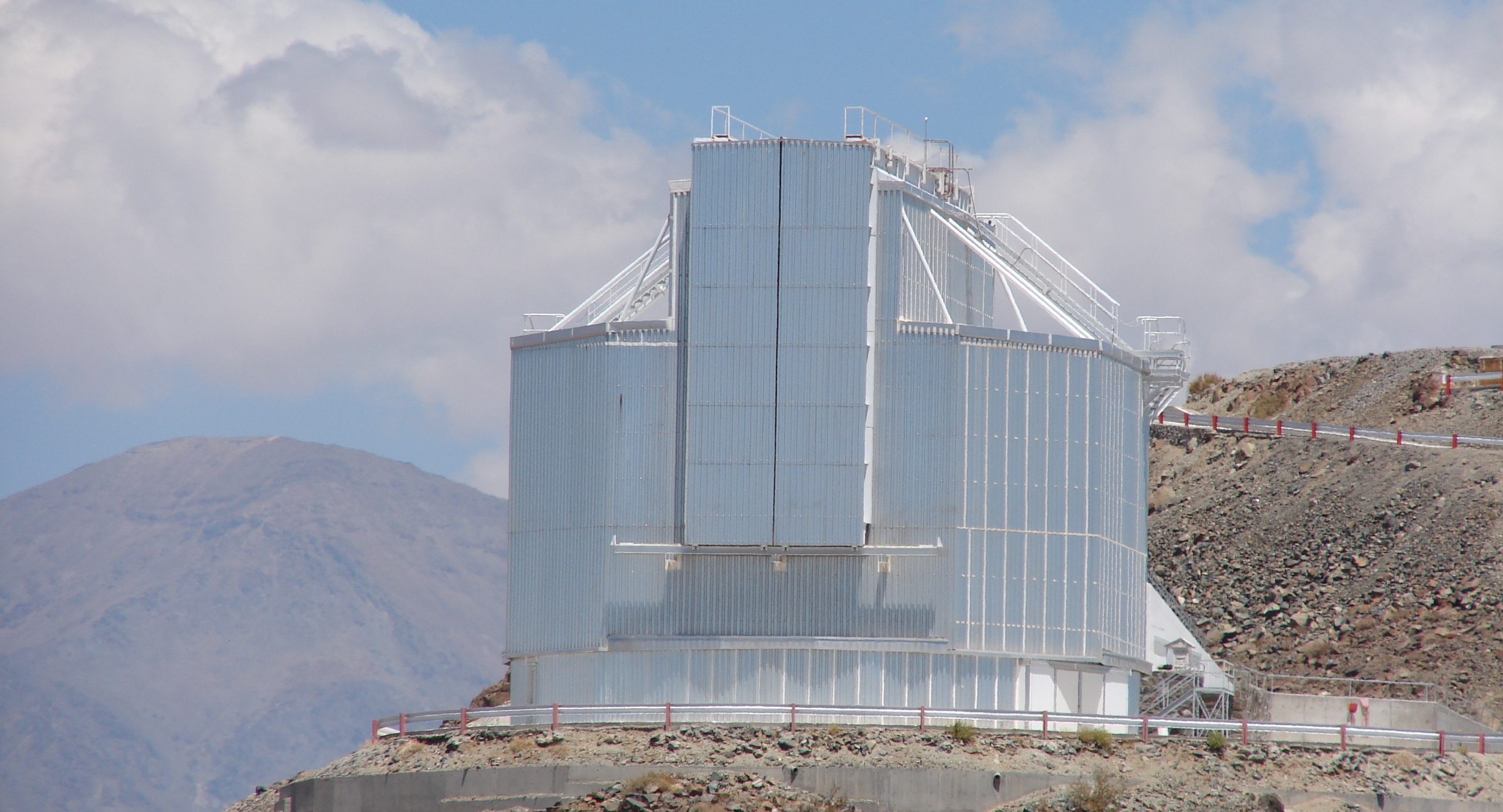
신기술 망원경

신기술 망원경(New Technology Telescope, NTT)은 유럽 남방 천문대가 운영하는 3.58미터 리치-크레티앙 망원경이다. 1989년에 운영을 시작했다. 칠레의 라 시야 천문대에 위치하고 있으며 능동 광학 사용의 초기 개척자였다. 망원경과 인클로저는 최적의 이미지 품질을 위해 혁신적인 디자인으로 제작되었다.

## 특징
NTT의 주경은 유연하며 최적의 이미지 품질을 유지하기 위해 액추에이터로 관찰하는 동안 그 모양이 능동적으로 조정된다. 보조 거울 위치도 세 방향으로 능동적으로 제어된다. 능동 광학으로 알려진 ESO가 개발한 이 기술은 이제 세로 파라날(Cerro Paranal)의 초거대 망원경과 미래의 유럽 초거대 망원경과 같은 모든 주요 현대 망원경에 적용된다. NTT를 수용하는 팔각형 인클로저 디자인은 또 다른 기술적 혁신이다. 망원경 돔은 상대적으로 작으며 거울을 가로질러 공기가 원활하게 흐르도록 하는 플랩 시스템으로 환기되어 난류를 줄이고 더 선명한 이미지를 제공한다.
NTT는 현재 능동 광학 장치로 알려진 것을 사용하는 최초의 망원경이다. 즉, 거울이 장착된 수많은 액추에이터를 사용하여 (비교적 얇은) 모놀리식 거울의 모양을 능동적으로 유지하는 피드백 루프이다.
디자인과 인클로저(망원경을 보호하는 건물)의 디자인에는 이름이 붙은 데서 유래된 많은 혁신적인 특징이 포함되어 있다. 특히, 망원경의 통풍이 잘 되도록 하고, 망원경 주변에 열원이 생기지 않도록 세심한 주의를 기울였다. NTT는 건설 이후 품질을 지속적으로 향상시키는 여러 가지 업그레이드를 거쳤다. 초대형망원경에 사용된 공학적 개념과 소프트웨어에 대한 실제 테스트벤치로 활용됐다.
신기술 망원경은 처음에 허블 우주 망원경과 동일한 문제를 안고 있었다. 즉, 잘못 보정된 널 교정기로 인해 거울이 잘못된 모양으로 연마되었다. 그러나 NTT의 능동 광학 시스템은 거울을 재구성하지 않고도 해당 오류를 수정할 수 있었다.